# آنابل شولی
آنابل شولی (انگلیسی: Annabel Scholey؛ زادهٔ ۸ ژانویهٔ ۱۹۸۴) هنرپیشه اهل بریتانیا است. وی از سال ۲۰۰۵ میلادی تاکنون مشغول فعالیت بوده‌است.